# Ukrajinski nogometni savez
Ukrajinski nogometni savez (UAF) (ukr. Українська асоціація футболу) je glavno izvršno tijelo za nogomet u Ukrajini. Organizira sva nogometna natjecanja u Ukrajini, Ukrajinsku prvu ligu i vodi reprezentaciju. Nalazi se u Kijevu.